# Rising Star Games
Rising Star Games è un'azienda produttrice di videogiochi. Fondata nel 2004 da Martin Defries, l'azienda ha pubblicato oltre 130 videogiochi, tra cui alcuni titoli della serie Harvest Moon, Deadly Premonition e Virtue's Last Reward.
Inizialmente nacque come joint venture tra l'editore giapponese Marvelous Entertainment e quello scandinavo Bergsala, ma nel gennaio 2010 Marvelous Entertainment vendette le proprie quote societarie 50% ad Intergrow, un altro editore giapponese. Dopo aver aperto una filiale statunitense con sede in California nel gennaio 2012, l'azienda fu ceduta da Bergsala Holding a Thunderful nel luglio 2018; di conseguenza Ed Valiente divenne direttore amministrativo, mentre Defries abbandonò l'azienda.

## Videogiochi pubblicati
| Titolo                                         | Anno di pubblicazione | Piattaforme                                                                                  |
| ---------------------------------------------- | --------------------- | -------------------------------------------------------------------------------------------- |
| Space Invaders Revolution                      | 2005                  | Nintendo DS                                                                                  |
| Bubble Bobble Revolution                       | 2005                  | Nintendo DS                                                                                  |
| Lunar: Dragon Song                             | 2006                  | Nintendo DS                                                                                  |
| SBK: Snowboard Kids                            | 2006                  | Nintendo DS                                                                                  |
| Swords of Destiny                              | 2006                  | PlayStation 2                                                                                |
| Bubble Bobble Evolution                        | 2006                  | PlayStation Portable                                                                         |
| Pilot Academy                                  | 2006                  | PlayStation Portable                                                                         |
| Space Invaders Evolution                       | 2006                  | PlayStation Portable                                                                         |
| Ys Strategy                                    | 2006                  | Nintendo DS                                                                                  |
| New Zealand Story Revolution                   | 2007                  | Nintendo DS                                                                                  |
| Contact                                        | 2007                  | Nintendo DS                                                                                  |
| Bomberman Land Touch!                          | 2007                  | Nintendo DS                                                                                  |
| Rainbow Islands Evolution                      | 2007                  | PlayStation Portable                                                                         |
| Bubble Bobble Double Shot                      | 2007                  | Nintendo DS                                                                                  |
| Harvest Moon DS                                | 2007                  | Nintendo DS                                                                                  |
| Innocent Life: A Futuristic Harvest Moon       | 2007                  | PlayStation Portable                                                                         |
| Super Swing Golf                               | 2007                  | Wii                                                                                          |
| Valhalla Knights                               | 2007                  | PlayStation Portable                                                                         |
| Luminous Arc                                   | 2007                  | Nintendo DS                                                                                  |
| Honeycomb Beat                                 | 2007                  | Nintendo DS                                                                                  |
| Dungeon Maker                                  | 2007                  | Nintendo DS                                                                                  |
| Bomberman Story DS                             | 2007                  | Nintendo DS                                                                                  |
| Bomberman Land Touch! 2                        | 2008                  | Nintendo DS                                                                                  |
| Harvest Moon: Magical Melody                   | 2008                  | Wii                                                                                          |
| No More Heroes                                 | 2008                  | Wii                                                                                          |
| Bomberman Land                                 | 2008                  | Wii                                                                                          |
| Dungeon Explorer: Warriors of Ancient Arts     | 2008                  | Nintendo DS, PlayStation Portable                                                            |
| Eco Creatures: Save the Forest                 | 2008                  | Nintendo DS                                                                                  |
| Growlanser: Heritage of War                    | 2008                  | PlayStation 2                                                                                |
| Bakushow                                       | 2008                  | Nintendo DS                                                                                  |
| Baroque                                        | 2008                  | PlayStation 2, Wii                                                                           |
| R-Type Tactics                                 | 2008                  | PlayStation Portable                                                                         |
| Flower, Sun, and Rain                          | 2008                  | Nintendo DS                                                                                  |
| Dungeon Maker: Hunting Ground                  | 2008                  | PlayStation Portable                                                                         |
| Cradle of Rome                                 | 2008                  | Nintendo DS                                                                                  |
| Colour Cross                                   | 2008                  | Nintendo DS                                                                                  |
| XG Blast!                                      | 2009                  | Nintendo DS                                                                                  |
| Rune Factory: A Fantasy Harvest Moon           | 2009                  | Nintendo DS                                                                                  |
| Populous DS                                    | 2009                  | Nintendo DS                                                                                  |
| Little King's Story                            | 2009                  | Wii                                                                                          |
| Lux-Pain                                       | 2009                  | Nintendo DS                                                                                  |
| Angel Cat Sugar                                | 2009                  | Nintendo DS                                                                                  |
| Valhalla Knights 2                             | 2009                  | PlayStation Portable                                                                         |
| Rygar: The Legendary Adventure                 | 2009                  | Wii                                                                                          |
| Animal Kororo                                  | 2009                  | Nintendo DS                                                                                  |
| Harvest Moon: Tree of Tranquility              | 2009                  | Wii                                                                                          |
| Muramasa: The Demon Blade                      | 2009                  | Wii                                                                                          |
| Animal Kororo                                  | 2010                  | Nintendo DS                                                                                  |
| Half-Minute Hero                               | 2010                  | PlayStation Portable                                                                         |
| Way of the Samurai 3                           | 2010                  | Xbox 360, PlayStation 3                                                                      |
| Steal Princess                                 | 2010                  | Nintendo DS                                                                                  |
| Fragile Dreams: Farewell Ruins of the Moon     | 2010                  | Wii                                                                                          |
| Rune Factory Frontier                          | 2010                  | Wii                                                                                          |
| No More Heroes 2: Desperate Struggle           | 2010                  | Wii                                                                                          |
| Jewel Master: Cradle of Egypt                  | 2010                  | Nintendo DS                                                                                  |
| Pang: Magical Michael                          | 2010                  | Nintendo DS                                                                                  |
| Rune Factory 2: A Fantasy Harvest Moon         | 2010                  | Nintendo DS                                                                                  |
| Ivy the Kiwi?                                  | 2010                  | Wii, Nintendo DS                                                                             |
| Valhalla Knights: Eldar Saga                   | 2010                  | Wii                                                                                          |
| Deadly Premonition                             | 2010                  | Xbox 360                                                                                     |
| Avalon Code                                    | 2010                  | Nintendo DS                                                                                  |
| Deathsmiles                                    | 2011                  | Xbox 360                                                                                     |
| Cradle of Rome and Cradle of Egypt Double Pack | 2011                  | Nintendo DS                                                                                  |
| Pucca Power Up                                 | 2011                  | Nintendo DS                                                                                  |
| Jewel Legends: Tree of Life                    | 2011                  | Nintendo DS                                                                                  |
| Loving Life with Hello Kitty and Friends       | 2011                  | Nintendo DS                                                                                  |
| Harvest Moon DS: Grand Bazaar                  | 2011                  | Nintendo DS                                                                                  |
| Rune Factory 3: A Fantasy Harvest Moon         | 2011                  | Nintendo DS                                                                                  |
| Cradle of Rome 2                               | 2011                  | Nintendo DS                                                                                  |
| DoDonPachi Resurrection                        | 2011                  | Xbox 360                                                                                     |
| The King of Fighters XIII                      | 2011                  | Xbox 360, PlayStation 3                                                                      |
| Cradle of Persia                               | 2012                  | Nintendo DS                                                                                  |
| Bit.Trip Complete                              | 2012                  | Wii                                                                                          |
| Bit.Trip Saga                                  | 2012                  | Nintendo 3DS                                                                                 |
| Cradle of Rome 2                               | 2012                  | Nintendo 3DS                                                                                 |
| Akai Katana                                    | 2012                  | Xbox 360                                                                                     |
| Rune Factory: Tides of Destiny                 | 2012                  | PlayStation 3                                                                                |
| Blazing Souls                                  | 2012                  | PlayStation Portable                                                                         |
| To-Fu Collection                               | 2012                  | Nintendo DS                                                                                  |
| Harvest Moon: The Tale of Two Towns            | 2012                  | Nintendo 3DS, Nintendo DS                                                                    |
| Shifting World                                 | 2012                  | Nintendo 3DS                                                                                 |
| Jewel Master: Cradle of Egypt 2                | 2012                  | Nintendo DS                                                                                  |
| Under Defeat                                   | 2012                  | Xbox 360, PlayStation 3                                                                      |
| Zero Escape: Virtue's Last Reward              | 2012                  | Nintendo 3DS, PlayStation Vita                                                               |
| Girls' Fashion Shoot                           | 2013                  | Nintendo 3DS                                                                                 |
| Super Black Bass 3D                            | 2013                  | Nintendo 3DS                                                                                 |
| Around the World with Hello Kitty & Friends    | 2013                  | Nintendo 3DS                                                                                 |
| Beyblade: Evolution                            | 2013                  | Nintendo 3DS                                                                                 |
| Deadly Premonition: The Director's Cut         | 2013                  | PlayStation 3, Microsoft Windows                                                             |
| Hakuoki: Memories of the Shinsengumi           | 2013                  | Nintendo 3DS                                                                                 |
| Cloudbuilt                                     | 2014                  | Microsoft Windows                                                                            |
| Hometown Story                                 | 2014                  | Nintendo 3DS                                                                                 |
| Sorcery Saga: Curse of the Great Curry God     | 2014                  | PlayStation Vita                                                                             |
| TRI: Of Friendship and Madness                 | 2014                  | Microsoft Windows, Linux, Mac OS                                                             |
| Kromaia                                        | 2014                  | Microsoft Windows, PlayStation 4                                                             |
| The Marvellous Miss Take                       | 2014                  | Microsoft Windows, Mac OS                                                                    |
| Ratz Instagib                                  | 2015                  | Microsoft Windows                                                                            |
| Tulpa                                          | 2015                  | Microsoft Windows, Linux, Mac OS                                                             |
| La-Mulana EX                                   | 2015                  | PlayStation Vita                                                                             |
| Lumini                                         | 2015                  | Microsoft Windows                                                                            |
| Harvest Moon: The Lost Valley                  | 2015                  | Nintendo 3DS                                                                                 |
| One Upon Light                                 | 2015                  | PlayStation 4                                                                                |
| Superbeat: Xonic                               | 2015                  | PlayStation Vita                                                                             |
| Poncho                                         | 2015                  | Microsoft Windows, PlayStation 4                                                             |
| Hello Kitty: Rockin' World Tour                | 2015                  | Nintendo 3DS                                                                                 |
| Fist Slash: Of Ultimate Fury                   | 2015                  | Microsoft Windows                                                                            |
| I Want To Be Human                             | 2016                  | Microsoft Windows, PlayStation 4, Xbox One                                                   |
| Lumo                                           | 2016                  | Microsoft Windows, Linux, Mac OS, PlayStation 4, PlayStation Vita, Xbox One, Nintendo Switch |
| Zombie Vikings                                 | 2016                  | PlayStation 4                                                                                |
| Shantae and the Pirate's Curse                 | 2016                  | Nintendo 3DS                                                                                 |
| Earth's Dawn                                   | 2016                  | Microsoft Windows, PlayStation 4, Xbox One                                                   |
| A Pixel Story                                  | 2017                  | PlayStation 4, Xbox One                                                                      |
| Superbeat: Xonic EX                            | 2017                  | PlayStation 4, Xbox One, Nintendo Switch                                                     |
| Ninja Shodown                                  | 2017                  | Microsoft Windows, PlayStation 4, Xbox One, Nintendo Switch                                  |
| Conga Master                                   | 2017                  | Microsoft Windows, PlayStation 4, Xbox One                                                   |
| Conga Master Party                             | 2017                  | Nintendo Switch                                                                              |
| Giga Wrecker                                   | 2017                  | Microsoft Windows                                                                            |
| 88 Heroes                                      | 2017                  | PlayStation 4, Xbox One                                                                      |
| 88 Heroes: 98 Heroes Edition                   | 2017                  | Nintendo Switch, Nintendo 3DS                                                                |
| SteamWorld Dig 2                               | 2018                  | Nintendo Switch, PlayStation 4                                                               |
| Decay of Logos                                 | 2018                  | Microsoft Windows, Nintendo Switch, PlayStation 4, Xbox One                                  |
| Trailblazers                                   | 2018                  | Microsoft Windows, Nintendo Switch, PlayStation 4, Xbox One                                  |
| Giga Wrecker Alt.                              | 2019                  | Nintendo Switch, PlayStation 4, Xbox One                                                     |
| Deadly Premonition 2: A Blessing in Disguise   | 2020                  | Nintendo Switch                                                                              |